# بوب لورينز
بوب لورينز (بالإنجليزية: Bob Lorenz)‏ هو مقدم تلفزيوني ومعلق رياضي أمريكي، ولد في 1963.